# Temeraire (Schiff, 1877)
Die HMS Temeraire war ein Panzerschiff, das in den 1870er Jahren für die Royal Navy gebaut wurde. Sie stellte eine Art Hybrid dar, da sie ihre Hauptbewaffnung teils in traditionellen Kanonendecks, teils in Barbetten auf dem Oberdeck trug.

## Geschichte
Die Temeraire benannt nach dem französischen Linienschiff Téméraire das 1759 gekapert worden war, wurde am 18. August 1873 in Chatham auf Kiel gelegt, am 9. Mai vom Stapel gelassen und 1877 für den Einsatz im Mittelmeer unter Kapitän Michael Culme-Seymour in Dienst gestellt. Dort verblieb sie die nächsten 14 Jahre mit Ausnahme des Winters 1887/88 wo sie Teil des Kanalgeschwaders war. Bei ihrer Ankunft in der Bucht von Besika wurde sie zu Admiral Hornbys Flaggschiff. 1878 wurde sie an die Dardanellen beordert, um den Verlauf des russisch-türkischen Krieges zu beobachten. Sie verblieb bis 1879 in der Nähe von Istanbul (damals Konstantinopel) um während der langwierigen internationalen Verhandlungen, die zum Berliner Kongress führten, eine starke britische Position zu vertreten. Anschließend nahm sie an der Rückeroberung des von den Osmanen besetzten Zyperns teil. 1881 wurde sie in Malta ausgemustert und erhielt ein neues Kommando. Bei Ausbruch des Anglo-Ägyptischen Krieges 1882 wurde sie wieder in Dienst gestellt und beteiligte sich am Angriff auf die Verteidigungsstellungen an der Küste von Alexandria. 1884 wurde sie erneut ausgemustert und noch im gleichen Jahr für den Einsatz im Mittelmeer unter Compton Edward Domvile wieder in Dienst gestellt. 1887 kehrte sie in die Heimat zurück und wurde in Porthsmouth ausgemustert. Nachdem sie für den Einsatz im Kanalgeschwader wieder in Dienst gestellt worden war, besuchte sie Vigo, Genua und Lissabon. Anschließend kehrte sie in die Heimat zurück, aber die wachsende Gefahr durch die französische Flotte in Toulon machte es nötig die britischen Kräfte im Mittelmeer ebenfalls zu erhöhen. Daher wurde die Temeraire erneut der Mittelmeerflotte unter dem Kommando von James Drummond zugewiesen. In diese Zeit fiel ein Zwischenfall, bei der es zu einer Beinahe-Katastrophe mit der HMS Orion gekommen wäre. Das Geschwader befand sich in enger Formation, auf See mit der Temeraire als letztem Schiff in der Steuerbordkolonne und der Orion als vorletztem Schiff in der Backbordkolonne, was bei zwei Trossen zwischen den Kolonnen dazu führte, dass sie vier Strich vorlicher als querab an Backbord des ersteren in kurzer Manöverdistanz lag. Beiden Schiffen wurde signalisiert, die Position zu wechseln. Nach den Anweisungen des damals verwendeten Signalbuchs mussten solche Bewegungen den Verkehrsregeln entsprechen, indem sie von Backbord nach Backbord erfolgten. Aber auf Grund der vorherrschenden Situation, mussten die Maschinen der Orion beim Wenden nach Steuerbord gestoppt werden. Als das Signal des Flaggschiffs ertönte, ließ der Wachoffizier der Orion seine Maschinen laufen und hatte so bei voller Fahrt nur wenig Platz um eine Kollision zu vermeiden. Glücklicherweise hatte der wachhabende Offizier der Temraire die drohende Gefahr erkannt und gab sofort den Befehl, auf die Orion zu anstatt von ihr abzudrehen. Als der Rammdorn der Orion die Temeraire neben dem Maschinenraum und unterhalb des Panzergürtels traf, schwenkte das Heck der Temeraire bereits vom Rammdorn weg, der die Außenhaut des Schiffes zerriss und einen Flügelraum überflutete. Als Gerard Noel das Kommando am 26. Oktober 1889 übernahm, war die Termeraire das letzte Schiff, das Segel an seinen Masten trug. Alle anderen Schiffe waren zu dieser Zeit bereits Turmschiffe. Ab 1890 kreuzte sie in der Levante und besuchte die Souda-Bucht in Kreta. Nachdem sie in Thessaloniki überwintert hatte, erhielt die Temeraire im Frühjahr 1891 Befehl in die Heimat zurückzukehren, wo sie in Plymouth ausgemustert und der Reserve zugeteilt wurde. Es wurden Pläne für eine mögliche Modernisierung entwickelt doch letztlich auf Grund von zu hohen Kosten verworfen. 1904 wurde sie in Indus II und 1915 in Akbar umbenannt. Schließlich wurde sie im Mai 1921 in die Niederlande zum Abwracken verkauft.

## Technik

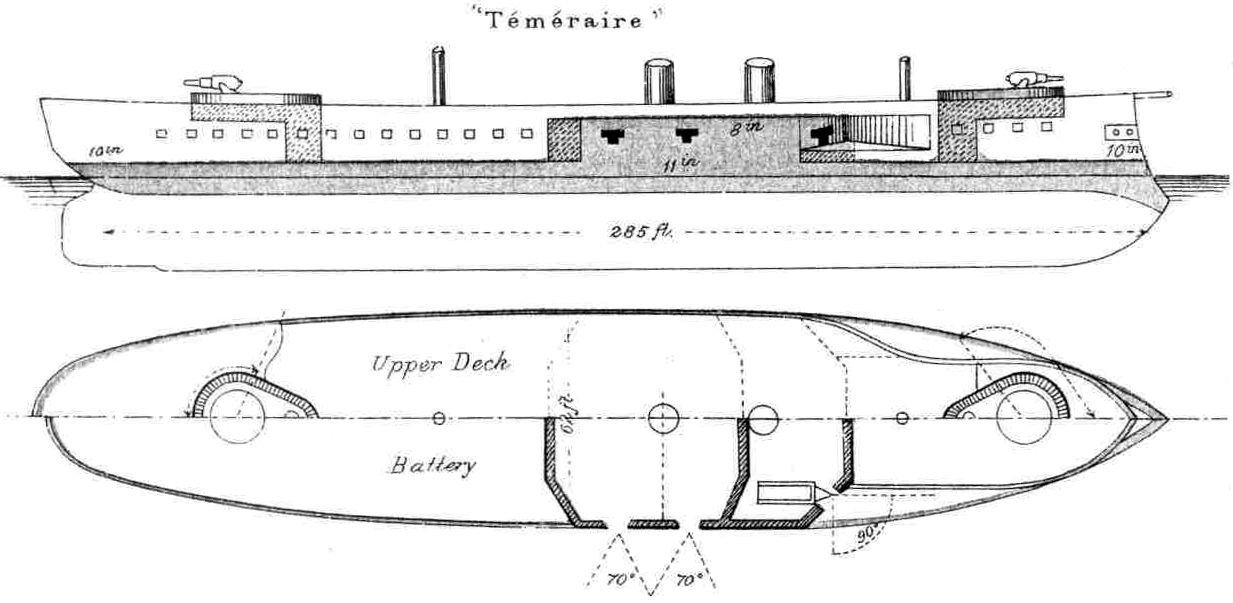
Deckplan und rechter Aufriss nach Brasseys 1888

Das Schiff hatte eine Länge zwischen den Loten von 86,78 m, eine Breite von 18,9 m und einen Tiefgang von 8,23 m. Die Verdrängung lag bei 8.540 t.

### Antrieb
Die Temeraire war mit zwei 2-Zyl.-Dampfmaschinen von Humpreys & Tennant ausgestattet, die jeweils eine Welle antrieben und insgesamt 7.697 PS (5.661 kW) entwickelten, mit der sie eine Höchstgeschwindigkeit von 14,65 Knoten (27 km/h) erreichte. Der Dampf wurde von zwölf Heizkesseln geliefert. Das Schiff konnte max. 629 t Kohle mitführen. Die Temeraire war als 2 Mast Bark getakelt und hatte eine Segelfläche von 2322 m². Die Besatzung des Schiffes bestand aus 580 Offizieren und Mannschaft.

### Bewaffnung

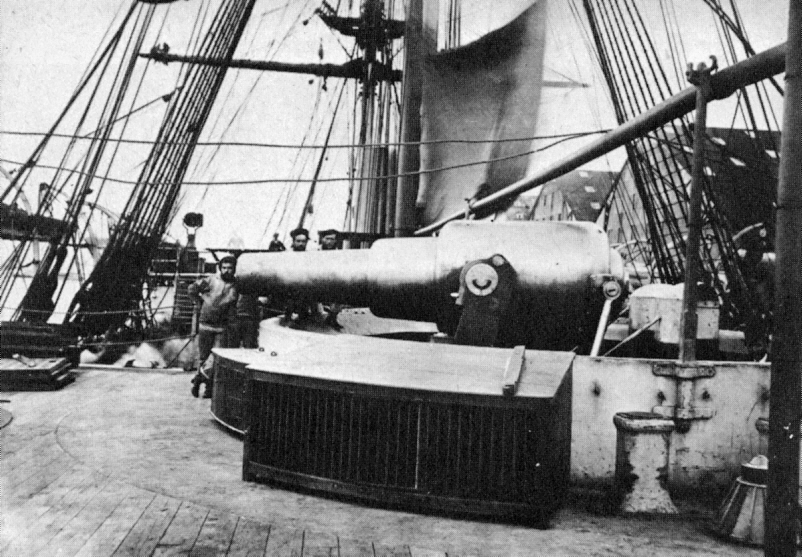
Eine 280-mm-Kanone ausgefahren

Die Bewaffnung bestand aus vier 280 mm Vorderlader-Geschützen von denen sich jeweils eines auf dem Vorschiff und am Heck sowie jeweils eines an den vorderen Ecken der Zentralbatterie an Back- und Steuerbord befand. Die 280-mm-Geschütze waren auf einer Moncrieff-Lafette montiert, die über einen Mechanismus zum Heben und Senken des Geschützes verfügte. Die Lafette befand sich auf einem massiven Drehgestell das genügend Platz für den hydraulischen Ladestock bot. Der Lade- und Hebevorgang sowie die Drehung des Gestells wurden über einen verkleideten Stand mit vier Steuerhebeln bedient. Wenn das Geschütz ausgefahren und auf das Ziel ausgerichtet war, wurde es durch eine Stangenverbindung auf jeder Seite des Verschlusses auf in Grad abgestufte Elevation eingestellt. Eine volle Geschützcrew bestand aus sechs Mann, die Geschütze konnten im Notfall aber auch mit dreien bedient werden. Zusätzlich befanden sich vier 254-mm-Vorderlader-Geschütze im hinteren Teil der Zentralbatterie zwei auf jeder Breitseite. Zum Schutz vor Angriffen durch Boote, die mit Torpedos bestückt waren, erhielt das Schiff vier 95-mm-20 Pfünder-Hinterladergeschütze. Außerdem wurde die Temeraire mit zwei Abschussvorrichtungen für Spierentorpedos ausgerüstet. 1884 wurden die 20-Pfünder durch vier 101-mm-25-Pfünder-Hinterladerkanonen ersetzt, und vier 57 mm Hotchkiss sowie zehn 47-mm-Nordenfelt-Schnellfeuergeschütze kamen zusätzlich an Bord.

### Panzerung
Der Panzergürtel erstreckte sich über die gesamte Länge des Schiffes. Er war mittschiffs 280 mm dick und hatte eine Gesamthöhe von 480 mm von denen sich 254 mm über und 228 mm unter der Wasserlinie befanden. Zum Bug und Heck hin verjüngte er sich auf 127 mm bzw. 139 mm. Die Zentralbatterie war durch 203 mm seitlich und durch 127 mm Querschotten geschützt. Die ovalen Barbetten waren durch 254 mm vorne und durch 203 mm hinten geschützt. Diese Form war notwendig, um nicht nur Platz für die heruntergelassenen Geschütze zu schaffen, sondern auch für einen hydraulischen Ladestock, der gegenüber der Geschützmündung lag und fast so lang war wie der Lauf selbst. Das breitere Ende war nach oben offen, damit das Geschütz aufsteigen und feuern konnte und das schmalere Ende mit dem Ladestock war mit Eisenplatten überdacht. Ihre Besonderheit war eine vollständige und durchgehende Panzerung durch eine Brustwehr, die sich 914 mm über das sie umgebende Deck erhob und die Geschützbesatzung und die Kanone selbst schützte, wenn sie geladen oder nicht im Einsatz war.